# Andrena subdepressa
Andrena subdepressa är en biart som beskrevs av Timberlake 1951. Andrena subdepressa ingår i släktet sandbin, och familjen grävbin. Inga underarter finns listade i Catalogue of Life.